# درخت خیار ژاپنی
درخت خیار ژاپنی (انگلیسی: Magnolia obovata) گونه‌ای از ماگنولیا، بومی ژاپن و جزایر کوریل است. ایندرخت در ارتفاعات نزدیک به سطح دریا تا ۱۸۰۰ متر در جنگل‌های پهن‌برگ مخلوط رشد می‌کند. 

## توصیف
این درخت، برگ‌ریز با اندازه متوسط به ارتفاع ۱۵ تا ۳۰ متر، با پوست خاکستری است. برگ‌ها بزرگ، ۱۶ تا ۳۸ سانتی‌متر (به ندرت تا ۵۰ سانتی‌متر) طول و ۹ تا ۲۰ سانتی‌متر (به ندرت ۲۵ سانتی‌متر) پهن، چرمی، سبز در بالا، نقره‌ای یا مایل به خاکستری در زیر بلوغ و با نوک تیز هستند. آنها در انتهای هر جوانه در حلقه‌های پنج تا هشت تایی نگه داشته می‌شوند. گل‌ها نیز بزرگ، فنجانی‌شکل، به قطر ۱۵ تا ۲۰ سانتی‌متر، با ۹ تا ۱۲ گل، سرگل خامه‌ای، گوشتی، پرچم‌های قرمز هستند. 
گل‌های درخت خیار ژاپنی رایحه‌ای قوی دارند و در اوایل تابستان پس از باز شدن برگ‌ها می‌بویند. میوه مجموعه‌ای استوانه‌ای مستطیلی از برگه‌های به طول ۱۲ تا ۲۰ سانتی‌متر و عرض ۶ سانتی‌متر و قرمز مایل به صورتی روشن است که هر برگه حاوی یک یا دو دانه سیاه با پوشش نارنجی مایل به قرمز گوشتی است. 

## کاربرد
چوب این درخت محکم، سبک و آسان‌کار است که صنعتگران به دنبال آن هستند. در بخش‌هایی از ژاپن، از برگ‌های بزرگ آن برای بسته‌بندی غذا و همچنین به‌عنوان ظرفی موقت برای کباب کردن گوشت یا سبزیجات، مانند تره فرنگی، قارچ و میسو در هوبا میسو استفاده می‌شود.